# Tigullien

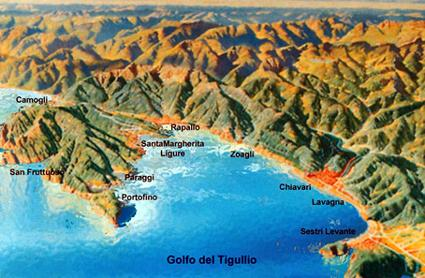
Der Golf von Tigullien

Tigullien (italienisch: Tigullio) ist ein Landstrich in der Metropolitanstadt Genua.

## Geographie
Unter Tigullien versteht sich der Provinzabschnitt der südöstlich von Genua gelegenen Riviera di Levante und umfasst den Golf von Tigullien (italienisch: Golfo del Tigullio) und die Gemeinden, die sich in diesem Abschnitt des Ligurischen Meers befinden.
Der Golf von Tigullien (auch Golf von Guglielmo Marconi genannt) wird von einer Meeresbucht gebildet, welche sich zwischen dem Parco naturale di Portofino im Norden und der Landspitze von Manara im Süden erstreckt.
Innerhalb des Golfes befinden sich weitere Buchten, welche in westlicher Richtung der Meerbusen von Paraggi (begrenzt von den Gemeinden Portofino und Santa Margherita Ligure), die Reede von Santa Margherita Ligure, der Meerbusen von Pagana, mit den drei Buchten Prelo, Trelo und Pomaro und der Golf von Rapallo sind. In östlicher Richtung, bei Sestri Levante liegen zwei berühmte Buchten: die Baia delle Favole (die Märchenbucht) und die Baia del Silenzio (die Bucht der Stille); die durch eine Landzunge voneinander getrennt sind.
Das Inland, das sich an den Küstenabschnitt des Golf von Tigullien anschließt, ist durch die Gebirgslandschaft des Ligurischen Apennins geprägt. Hier befinden sich auch die wichtigsten Täler der Gebirgskette: das Valle Sturla, Val d’Aveto, Val Fontanabuona, Val Graveglia und das Val Petronio.
Zu den größeren Wasserläufen von Tigullien zählt der Fluss Entella (aus dem Zusammenfluss der Bäche Lavagna, Graveglia und Sturla), der zwischen Chiavari und Lavagna, nach einem Verlauf von acht Kilometern, ins Meer mündet.
Vom Meer aus gesehen, kann man die bedeutendsten Berggipfel des Tigullio ausmachen: den Monte Maggiorasca (1.804 Meter) und den Monte Penna, welche im Winter schneebedeckt sind.

## Administrative Gliederung

### Westtigullien
| Wappen | Stadt                   | antiker Name    | Name in lokalem Dialekt | Bevölkerung | Fläche    |
| ------ | ----------------------- | --------------- | ----------------------- | ----------- | --------- |
|        | Portofino               | Portus Delphini | Portofin                | 532         | 2,60 km²  |
|        | Santa Margherita Ligure | Pescino         | Santa Margaita          | 10.212      | 9,80 km²  |
|        | Rapallo                 | Rapalli         | Rapallu                 | 30.224      | 33,80 km² |
|        | Zoagli                  | Zoagli          | Zoaggi                  | 2.547       | 7,60 km²  |

### Osttigullien
| Wappen | Stadt          | antiker Name       | Name in lokalem Dialekt | Bevölkerung | Fläche    |
| ------ | -------------- | ------------------ | ----------------------- | ----------- | --------- |
|        | Chiavari       | Clavari            | Ciävai                  | 27.813      | 12 km²    |
|        | Lavagna        | Lavania            | Lavagna                 | 13.120      | 13 km²    |
|        | Sestri Levante | Segesta Tigullorum | Séstri Levante          | 18.724      | 33,33 km² |